# Лоран, Жан-Поль
Жан-Поль Лора́н, Лора́нс (фр. Jean-Paul Laurens; 28 марта 1838, Фуркево, Верхняя Гаронна — 23 марта 1921, Париж) — французский живописец и график, сторонник академизма, крупная фигура среди парижских художников времён Второй империи и Третьей республики, педагог; мастер исторической картины и декоратор-монументалист, также работал как портретист и книжный иллюстратор. Член Института Франции — Академии изящных искусств по классу живописи (с 1891; на кресле № 12), преподаватель парижских Школы изящных искусств и Академии Жюлиана.

## Жизнь и творчество
Первоначально Лоран изучал живопись в художественной школе в Тулузе, затем учился в Париже у художника Леона Конье и Александра Бида. Неоднократно участвовал в парижских салонах. Рисовал на исторические и религиозные темы. В 1879 году его картина «Освобождение заточённых в Каркассоне» отмечена почётной медалью. Начиная с 1864 года Лоран писал картины преимущественно на историческую тематику; предпочитал отображать различные трагические и даже ужасные события из прошлого. Изображение давал обычно в тёмных и тяжёлых тонах.
По заказу французского правительства написал для парижского Пантеона два полотна, посвящённых Святой Женевьеве: «Св. Женевьева на смертном ложе» (1877—1880) и «Положение Св. Женевьевы во гроб». Расписал также плафоны в театре Одеон и внутренние помещения тулузского Капитолия (здания мэрии Тулузы). Кроме исторических полотен, с успехом писал портреты. Также иллюстрировал сочинения историка Огюстена Тьерри.
С 1891 года — член французской Академии изящных искусств.
Преподавал в Академии Жюлиана. Среди его учеников: выдающийся японский портретист Сотаро Ясуи; немецкий и израильский график и художник-экспрессионист Якоб Штейнхардт, итальянец Италино Брасс, поляк Станислав Рейхан, француз Рене-Поль Шутценбергер, швед Ричард Берг, американец Уильям Смедли, румын Ион Теодореску-Сион и другие. Из русских художников в мастерской Лорана учились Н. А. Тархов и Н. Д. Милиоти.
Двое из его сыновей, Поль Альбер Лоран (1870—1934) и Жан-Пьер Лоран (1875—1932), также стали художниками и учителями в Академии Жюлиана.

## Галерея
- Смерть Тиберия. 1864 г. Музей Поля Дюпои[фр.], Тулуза
- Папы Формоз и Стефан VII на «трупном синоде». 1870 г. Музей изящных искусств, Нант
- Герцог Энгиенский в Венсенском рву. 1873 г. Музей Конде, Шантийи
- Отлучение Роберта Благочестивого. 1875 г. Музей Орсе, Париж
- У смертного одра Вильгельма Завоевателя. 1876 г. Музей изящных искусств, Безье
- Святая Женевьева на смертном ложе. 1877—1880 гг. Музей Орсе, Париж
- Освобождение заточенных в Каркассоне. 1879 г. Музей Орсе, Париж
- Император Гонорий. 1880 г. Художественный музей Крайслера[англ.], Норфолк
- Папа и инквизитор. 1882 г. Музей изящных искусств[англ.], Бордо
- Последние минуты императора Максимилиана. 1882 г. Эрмитаж, Санкт-Петербург
- Развод короля Роберта II с Бертой Бургундской. 1883 г. Художественный музей Филадельфии
- «Смутьян из Лангедока» (монах-францисканец Бернар Делисьё перед судом инквизиции). 1887 г. Музей августинцев[фр.], Тулуза
- «Да здравствует король!», или «Юная де Боншан». 1893 г. Музей Орсе, Париж
- Святой Иоанн Златоуст и императрица Евдоксия. 1894 г. Музей Августинцев, Тулуза
- «Заложники» (принцы в Тауэре). 1896 г. Музей изобразительных искусств, Лион
- Смерть Галесвинты. 1906 г. Национальный музей изящных искусств, Буэнос-Айрес
- Вдова. Предание времён Меровингов. Тулуза, частная коллекция
- Ребёнок на троне Каролингов. Частная коллекция